# Округ Кофи (Канзас)
Округ Кофи (енгл. Coffey County) је округ у америчкој савезној држави Канзас. По попису из 2010. године број становника је 8.601. Седиште округа је град Берлингтон.

## Демографија
Према попису становништва из 2010. у округу је живело 8.601 становника, што је 264 (3,0%) становника мање него 2000. године.
| Група             | 2000.         | 2010.         |
| Белци             | 8.535 (96,3%) | 8.176 (95,1%) |
| Афроамериканци    | 22 (0,2%)     | 47 (0,5%)     |
| Азијати           | 30 (0,3%)     | 36 (0,4%)     |
| Хиспаноамериканци | 137 (1,5%)    | 176 (2,0%)    |
| Укупно            | 8.865         | 8.601         |